# Wilhelm von Kralik-Meyrswalden

Wilhelm Kralik, ca. 1875 vor seiner Adelserhebung mit Franz-Josef-Orden und Goldenem Verdienstkreuz mit Krone

Wilhelm Kralik Ritter von Meyrswalden (* 17. Dezember 1806 in Kaltenbach, Böhmen; † 9. Mai 1877 in Adolf, Böhmen) war ein deutsch-böhmischer, österreichischer Glasfabrikant und Stammvater der Familie Kralik-Meyrswalden.

## Leben
Wilhelm Kralik wuchs in bescheidenen Verhältnissen auf. Sein Vater Wenzel Kralik (* 1769 in Mehlhüttl; † 24. Mai 1835 in Neugebäu) war Tischler, Gastwirt und Büchsenmacher. Sein Großvater Georg Kralik (* 1738 Planie, Böhmen; † 24. März 1813 in Klein-Zdikau) war ein Tischler.
Wilhelm ehelichte am 21. März 1831 in Winterberg, Böhmen die Anna Maria Pinhak (* 25. Februar 1814 in Sofienwald, Böhmen; † 19. November 1850 in Eleonorenhain, Böhmen). Anna Maria starb mit 36 Jahren und gebar ihrem Mann Wilhelm in 19 Ehejahren dreizehn Kinder.
Anna Maria Pinhak war eine Nichte des Johann Meyr (* 1775 in Silberberg; † 17. Januar 1841), Glashüttenbesitzer, Pate und Förderer von Wilhelm Kralik, den er sich zu seinem Nachfolger einsetzte. Da Johann Meyr, der auch Wilhelms Studium am Polytechnikum in Wien finanziert hatte, kinderlos blieb, erwählte sich Wilhelm ihm zu Ehren von Kaiser Franz Joseph I. das Adelsprädikat „Meyrswalden“. Warum er an den Namensstamm „Meyr“ noch das „walden“ anhängen ließ, ist nicht überliefert. Es wird vermutet, dass dies ein Bezug zu seiner Heimat dem Böhmer-wald herstellen sollte.
Sein Wissen setzte er nach Übernahme der Meyr'schen Glasfabriken mit seinem Vetter Josef Taschek erfolgreich um und firmierte unter dem Namen Meyr's Neffen. Die Produkte dieser böhmischen Glashütten hatten höchste Qualität und werden noch heute als begehrte Sammlerstücke unter „Kralik-Glas“ gehandelt. Eine von Kraliks Glashütten, „Adolf“ bei Winterberg (Vimperk), galt als erste „Kunstglashütte“ Europas. Diese Glashütte erhielt den Namen zu Ehren des Johann Adolf II. Fürst zu Schwarzenberg, dem die Waldgebiete gehörten. Auch seine Frau, Fürstin Eleonore, war Namensgeberin des Ortes Eleonorenhain.
Sechs Monate nach dem Tod seiner Frau Anna Maria ehelichte er Louise Lobmeyr (* 25. April 1832 in Wien; † 3. Oktober 1905 in Wien-Vorderbrühl). Mit dieser Ehe vertieften sich die Beziehungen zum Großindustriellen Ludwig Lobmeyr in Wien, dem Bruder seiner Frau Louise, einer der profiliertesten Glasexperten seiner Zeit. Trotz Bedenken ihrer Familie wegen des Altersunterschiedes gab die 19-jährige Louise dem 45-jährigen Witwer das Jawort. Mit ihr zeugte er weitere 5 Kinder, unter anderen Richard Kralik und Mathilde Kralik. Bis zu seinem Lebensende 1877 hatte er insgesamt 18 Kinder gezeugt.
Mit seinen familiären Beziehungen zu Lobmeyr gelang es ihm, seine Glasfabriken in Böhmen auszubauen, deren Glaserzeugnisse später Weltruf erlangten und auch noch heute die Vitrinen der Glasmuseen füllen. Kralik-Kunstgläser aus dieser Zeit werden heute zu Höchstpreisen bei Online-Auktionshäusern gehandelt.
Die Tochter Mathilde Kralik schrieb im Jahr 1910 über ihr Elternhaus:
„Meinem Vater und meiner Mutter verdanke ich den musikalischen Sinn und die Liebe zur Musik. Mein Vater war passionierter Geigenspieler, wiewohl Autodidakt und pflegte im Böhmerwalde eifrig das Quartettspiel. Meine Mutter spielte als Dilettantin gut Klavier und neigte schon als Mädchen der klassischen Richtung zu. Von meinen Eltern hörte ich zuerst Beethovens Violin-Klavier-Sonaten, Haydns und Mozarts Klänge wurden mir zunächst durch die häuslichen Quartette vermittelt. Später übernahmen dann meine beiden älteren Brüder und schließlich ich mit ihnen die Hausmusik, die in Duos, Trios und Quatuors unserer Klassiker bestand“.
„Meinen ersten Klavierunterricht genoß ich bei meiner Mutter, dann bei Eduard Hauptmann in Linz. Meine ersten Kompositionsversuche (Anmerkung, Mathilde war damals erst 15 Jahre) förderte mein Bruder Richard Kralik von Meyrswalden, der sich lebhaft dafür interessierte.“
Sein Sohn Heinrich Kralik von Meyrswalden erbte die Glashütte in Eleonorenhain, Böhmen und führte diese nach dem Tode seines Vaters Wilhelm unter dem Namen Wilhelm Kralik Sohn weiter. Zwei Bilder aus dieser Zeit sind unten in der Galerie zu sehen, die auch die damals übliche Kinderarbeit dokumentieren. Die Grablege der Familie Kralik von Meyrswalden ist auf dem Friedhof in Horní Vltavice erhalten.

## Dokumente, Auszeichnungen und Bilder

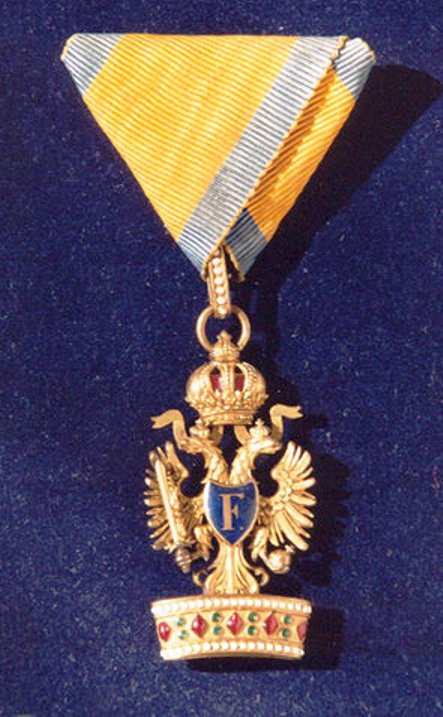
Orden der Eisernen Krone III. Klasse

Kurz vor seinem Tod wurde Wilhelm Kralik am 11. April 1877 durch Kaiser Franz Joseph I. in Anerkennung für sein industrielles und humanitäres Wirken mit der Verleihung des Ordens der Eisernen Krone III. Klasse in den erblichen Ritterstand erhoben. Ihm und seinen ehelichen Nachkommen wurde fortan gestattet, das Prädikat „Ritter von Meyrswalden“ zu führen, außerdem erhielten sie ein Wappen. Im Wappen sieht man in der Mitte einen zweischwänzigen böhmischen Löwen, in der rechten Pranke eine Glasölphiole haltend und oberhalb zwei Industriekammräder, als Symbol für seine böhmischen Glasfabriken.
Wilhelm von Kralik-Meyrswalden war außerdem Inhaber folgender weiterer Orden und Ehrenzeichen:
- Ritter des Franz-Joseph-Ordens
- Goldenes Verdienstkreuzes mit Krone
- kaiserlich-russischen Verdienstmedaille am Bande des St. Anna-Ordens

## Abbildungen

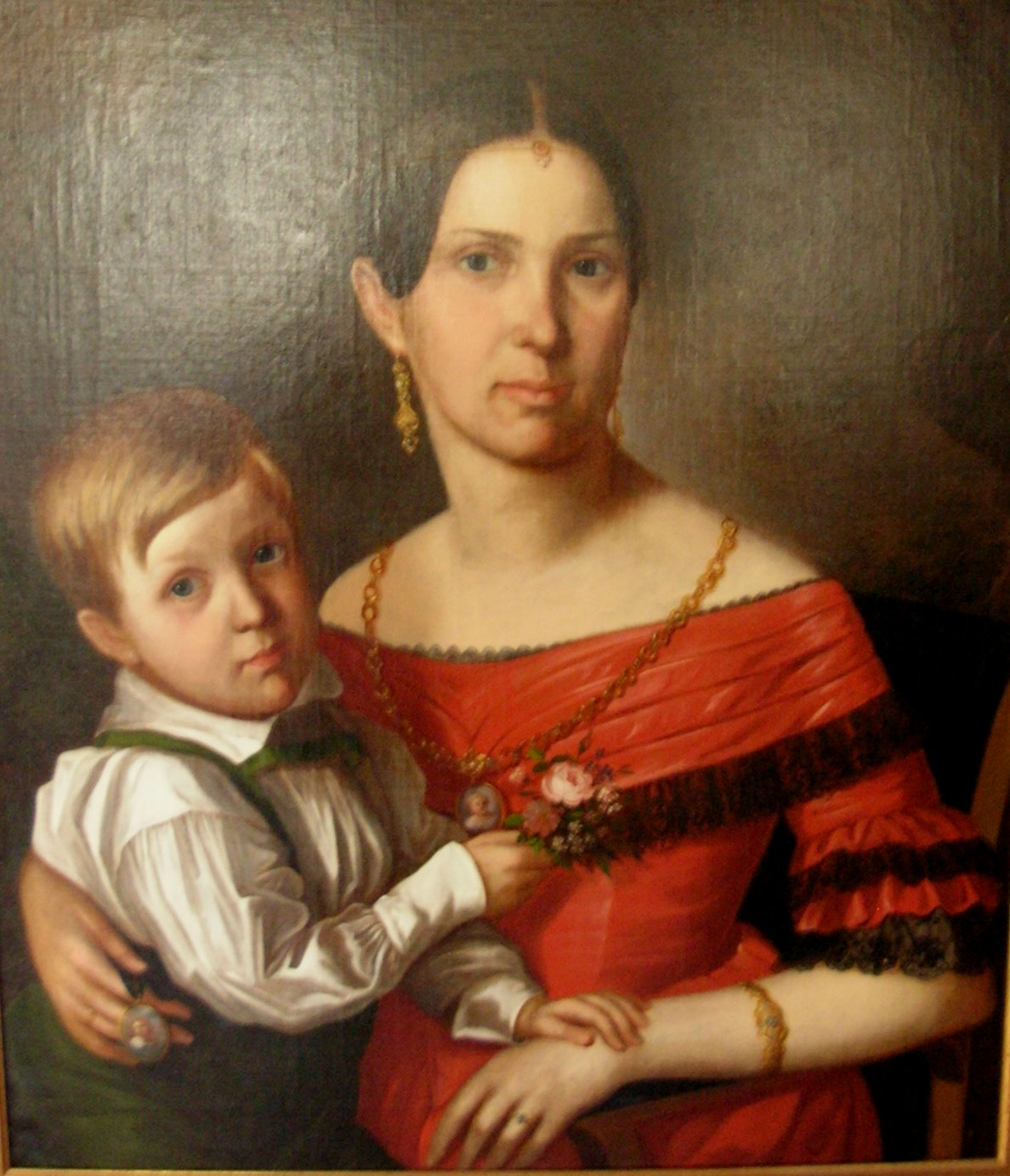
Wilhelms 1. Frau Anna Maria geb. Pinhak mit Sohn Karl, Gemälde ca. 1840
Wilhelms 2. Frau Louise geb. Lobmeyr, Aufnahme 1862 in Paris
Wilhelm Kralik mit Tochter Ferdinanda, Gemälde 1841 von Charles Louis Philippot (1801–1859) Hofmaler des Fürsten Schwarzenberg
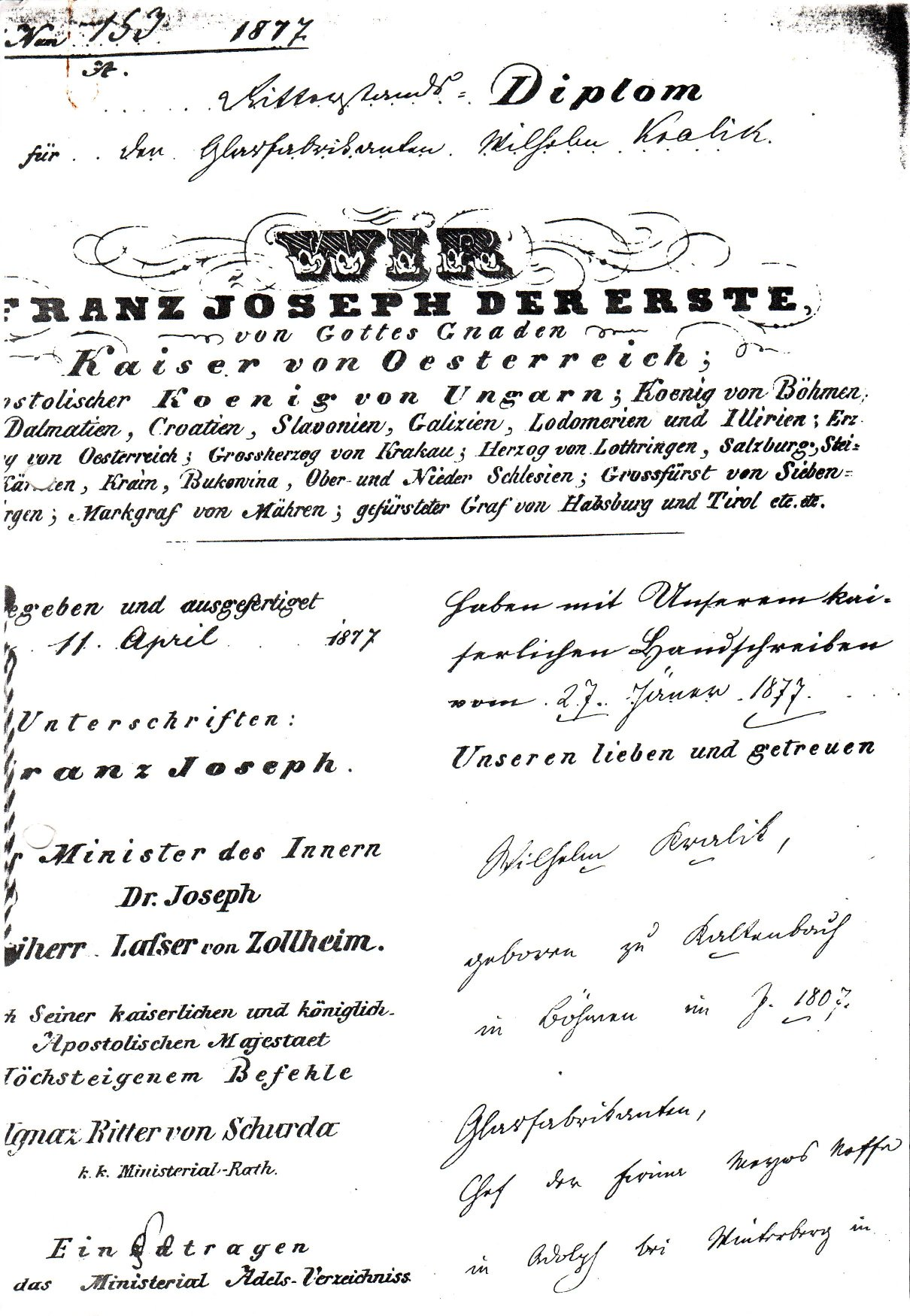
Kanzleiabschrift des Ritterstandsdiploms für Wilhelm Kralik (1877), Seite 1
Katalog der Wiener Weltausstellung 1873 mit Produkten aus Wilhelm Kralik's Glasfabriken
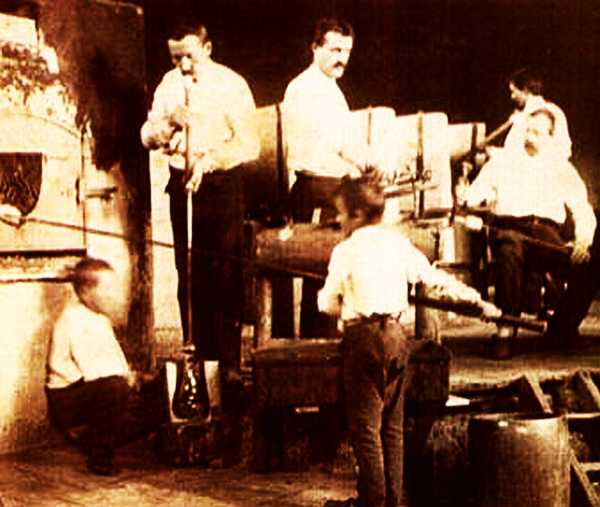
Foto aus der Glashütte Wilhelm Kralik Sohn in Eleonorenhain 1890
Foto aus der Glashütte Wilhelm Kralik Sohn in Eleonorenhain 1925